# Mamãe Quero Ser Pop
Mamãe Quero Ser Pop é o terceiro álbum de estúdio da banda de pop rock Strobo, o álbum foi lançado em 2014 e possui 15 faixas descritas abaixo. O álbum está disponível nas principais plataformas digitais iTunes e Spotify.

## Faixas
| N.º | Título                | Duração |  |
| 1.  | "Odisséia"            | 3:55    |  |
| 2.  | "Nonsense"            | 2:41    |  |
| 3.  | "Paranóia"            | 2:38    |  |
| 4.  | "Latino"              | 3:21    |  |
| 5.  | "Amazônia Bang Bang"  | 3:44    |  |
| 6.  | "Rafael Groove"       | 6:32    |  |
| 7.  | "Ostentação"          | 5:35    |  |
| 8.  | "Mamãe Quero Ser Pop" | 5:03    |  |
| 9.  | "Cumbia do Zumbi"     | 5:15    |  |
| 10. | "Minimal"             | 6:02    |  |
| 11. | "Déjà Vu"             | 5:07    |  |
| 12. | "Despedida"           | 5:24    |  |